# Sheila Cherfilus-McCormick

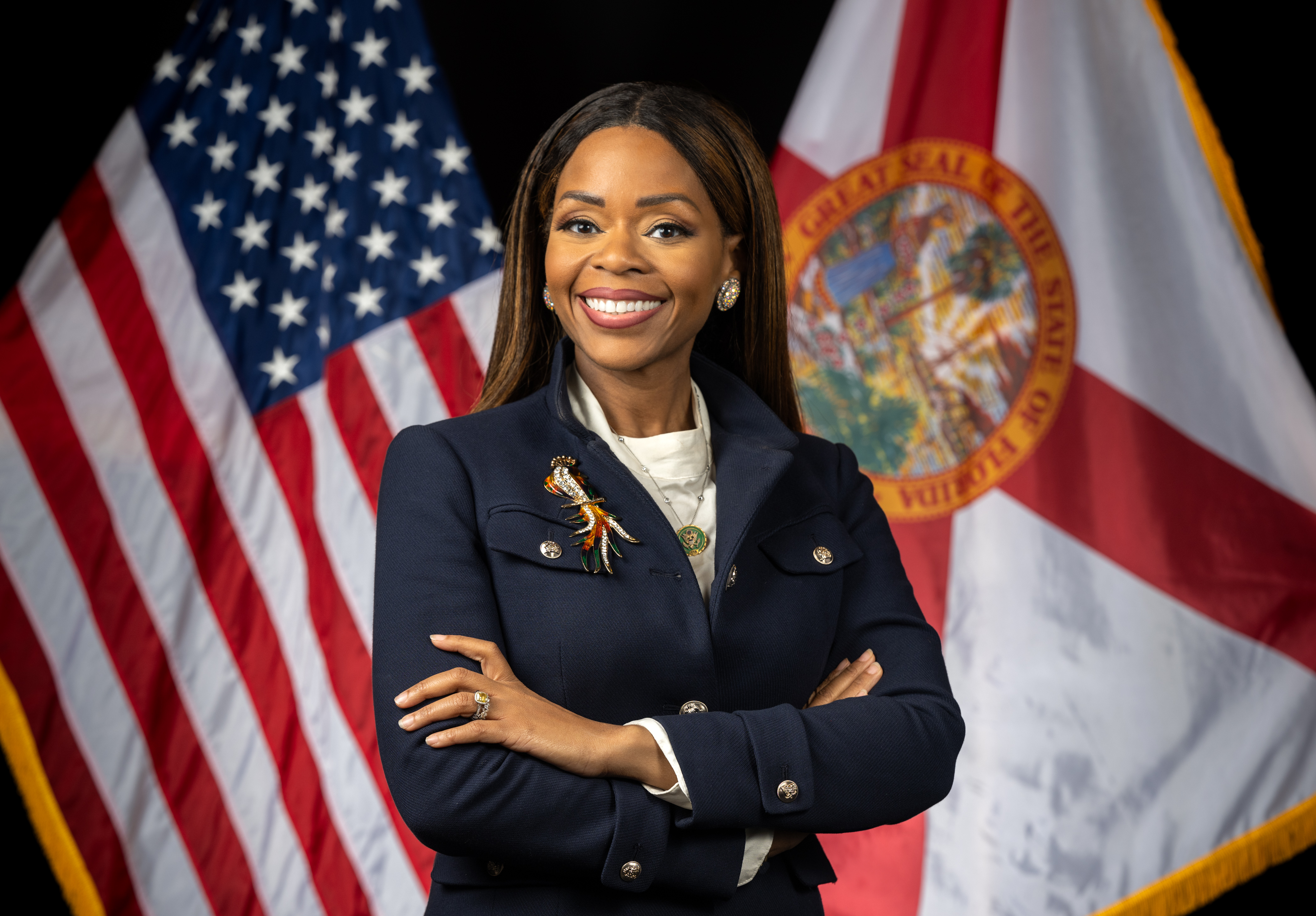
Sheila Cherfilus-McCormick (2024)

Sheila Cherfilus-McCormick (* 25. Dezember 1979 in Brooklyn, New York City, New York) ist eine US-amerikanische Anwältin und Politikerin der Demokratischen Partei. Seit Januar 2022 vertritt sie den 20. Distrikt des Bundesstaats Florida im US-Repräsentantenhaus.

## Leben
Cherfilus-McCormick wurde in Brooklyn, New York City geboren. Sie studierte bis 2001 an der Howard University, Washington, D.C. und schloss mit einem Bachelor of Arts in Politikwissenschaften ab. Danach studierte sie an der University of Maryland Global Campus und an der St. Thomas University School of Law in Miami Gardens, wo sie 2010 ihren Juris Doctor (J.D.) erlangte.
Sie ist verheiratet mit Corlie McCormick und hat zwei Kinder.

## Politik

### Erfolglose Versuche 2018, 2020
Sie versuchte erstmals 2018 den 20. Distrikt, der seit 2013 durch Alcee Lamar Hastings vertreten wurde, zu gewinnen, konnte sich aber parteiintern nicht gegen ihn durchsetzen; sie lag mit gut 47 % der Stimmen hinter ihm. Bei den Wahlen 2020 versuchte sie wiederum sich gegen den Amtsinhaber Alcee Hastings durchzusetzen, verlor aber erneut, dieses Mal mit 31,7 % der Stimmen.

### Repräsentantenhaus
Als Hastings am 6. April 2021 Bauchspeicheldrüsenkrebs erlag, wurde der Sitz vakant. Die durch den Gouverneur von Florida Ronald Dion „Ron“ DeSantis sehr spät angesetzte Nachwahl am 11. Januar 2022 gewann sie deutlich mit 79 %, die Vorwahl am 2. November 2021 hingegen gewann sie äußerst knapp, mit lediglich fünf Stimmen (11.662 zu 11.657 Stimmen) Vorsprung vor dem zweitplatzierten Dale Holness. Sie war damit die erste Afroamerikanerin, die diesen Kongresswahlbezirk im Repräsentantenhaus vertrat.
Die Primary (Vorwahl) ihrer Partei für die Wahlen 2022 am 23. August, unter anderem erneut gegen Dale Holness, gewann sie dieses Mal mit 65,5 % klar. Sie trat damit am 8. November 2022 gegen Drew-Montez Clark von der Republikanischen Partei an. Ihr Wahlerfolg galt als relativ sicher. Sie konnte die Wahl mit 72,3 % der Stimmen deutlich für sich entscheiden. 2024 hatte sie in der Vorwahl keinen Herausforderer und rückte damit direkt zur Hauptwahl vor, so es auch keinen Herausforderer gab. Sie ist dadurch auch im Repräsentantenhaus des 119. Kongresses vertreten.

### Ausschüsse
Cherfilus-McCormick ist aktuell Mitglied in folgenden Ausschüssen des Repräsentantenhauses
- Committee on Foreign Affairs
  - Africa
  - Oversight and Accountability
- Committee on Veterans’ Affairs
  - Oversight and Investigations
  - Technology Modernization

Zuvor war sie auch Mitglied des Committee on Education and Labor sowie des Committee on Transportation and Infrastructure.